# O Salvador da Pátria
O Salvador da Pátria é uma telenovela brasileira produzida e exibida pela TV Globo de 9 de janeiro a 11 de agosto de 1989, em 186 capítulos. Substituiu Vale Tudo e foi substituída por Tieta, sendo a 40.ª "novela das oito" a ser transmitida pela emissora.
Teve a autoria de Lauro César Muniz, com colaboração de Alcides Nogueira e Ana Maria Moretzsohn, tem direção de Gonzaga Blota, José Carlos Pieri, Denise Saraceni e Paulo Ubiratan, este também o diretor geral. A produção executiva é de Maria Alice Miranda, sob a supervisão de Daniel Filho.
Conta com as atuações de Lima Duarte, Maitê Proença, José Wilker, Betty Faria, Francisco Cuoco, Susana Vieira e Lúcia Veríssimo.

## Sinopse
O deputado federal conservador Severo Toledo Blanco, o homem mais poderoso da região de Ouro Verde, escolhe o ingênuo, simplório e analfabeto boia-fria Salvador da Silva, o Sassá Mutema, para casar-se com sua amante Marlene, tentando desviar as atenções de seu adultério. O fato chega até Juca Pirama, um radialista inescrupuloso que explora demagogicamente o episódio em seu programa de rádio.
Logo, um duplo homicídio vitima Marlene e Juca Pirama e tem em Sassá Mutema o principal suspeito – o suposto marido traído que lavou a honra com sangue. O matuto boia-fria chega a ser preso, porém, sua inocência é provada com o apoio popular e da bela professora Clotilde, sensibilizada com sua situação. Descobre-se que o moralista Juca Pirama era na realidade corrupto e estava ligado ao narcotráfico.
Sassá ganha popularidade e passa a ser alvo das atenções dos políticos locais, que querem manipulá-lo, transformando-o em prefeito da pequena cidade de Tangará. Apoiado por pessoas influentes, Sassá chega ao poder, mas rebela-se e conquista posição política própria, sonhando com a carreira em Brasília. Em sua trajetória, conta com a amizade de Clotilde, por quem se apaixona e com quem acaba vivendo um romance.
Enquanto isso, segue uma intriga policial e política envolvendo o deputado Severo Blanco, por meio de Gilda, sua personalística esposa, que tudo faz para manter o casamento fracassado; Marina Sintra, uma rica fazendeira, sua opositora política; e Bárbara Souza Telles, neta do maior banqueiro da região, com quem o deputado mantem um romance secreto e que, ao final, descobre-se, comanda a organização ligada ao narcotráfico.
Há também a trama do piloto João Matos, que, envolvido pelo irmão Juca Pirama, é injustamente acusado de tráfico de drogas. Na verdade, ele foi usado como bode expiatório. Para fugir da polícia, João assume outra identidade: Miro Ferraz. Com o casamento com Ângela em crise, ele acaba por viver um romance com Marina Sintra, enquanto luta para provar sua inocência e desbancar a organização criminosa da qual foi vítima.

## Elenco
| Intérprete                   | Personagem                       |
| ---------------------------- | -------------------------------- |
| Lima Duarte                  | Salvador da Silva (Sassá Mutema) |
| Maitê Proença                | Clotilde Ribeiro                 |
| José Wilker                  | João Matos / Miro Ferraz (falso) |
| Betty Faria                  | Marina Campos Sintra             |
| Francisco Cuoco              | Severo Toledo Blanco             |
| Susana Vieira                | Gilda Pompeu de Toledo Blanco    |
| Lúcia Veríssimo              | Bárbara Souza Telles             |
| Marcos Paulo                 | Paulo Silveira Júnior            |
| Cecil Thiré                  | Lauro Brancatto                  |
| Mário Lago                   | Joaquim Xavier (Quinzote)        |
| Mayara Magri                 | Camila Sintra                    |
| Suzy Rêgo                    | Alice Sintra                     |
| Lucinha Lins                 | Ângela Mendes Matos              |
| Maurício Mattar              | Sérgio Toledo Blanco             |
| Narjara Turetta              | Rafaela Toledo Blanco            |
| Gracindo Júnior              | Ricardo Ribeiro                  |
| Flávio Migliaccio            | Nilo Assunção                    |
| Nelson Dantas                | Décio de Abreu                   |
| José Augusto Branco          | Padre Alberto Jardim             |
| Lutero Luiz                  | José da Silva (Bodão)            |
| Cláudio Cavalcanti           | Eduardo Corrêa                   |
| João Carlos Barroso          | Cabo Fidélis                     |
| Norma Geraldy                | Noêmia                           |
| Thales Pan Chacon            | Cássio Marins                    |
| Eduardo Galvão               | Régis de Abreu                   |
| Antônio Grassi               | Plínio Kohl                      |
| Valter Santos                | Jaime Neves                      |
| Antonio Calloni              | Tomaz Siqueira                   |
| Cláudio Curi                 | Sidney Álvares                   |
| Tácito Rocha                 | Gil Eanes                        |
| Alexandra Marzo              | Silvia                           |
| Benjamin Cattan              | Hermínio Souza Telles            |
| Waldyr Sant'anna             | Manuel da Cunha (Neco Carranca)  |
| Aldine Müller                | Dinah Amaral / Aída              |
| Ivan Cândido                 | Zenóbio Reis (Zen)               |
| George Otto                  | Roberto Amaral / Miro Ferraz     |
| Natália Lage                 | Regina Matos                     |
| Luiz Maçãs                   | Marco Antônio                    |
| Marcela Muniz                | Maria José (Zezé)                |
| Solange Theodoro             | Daniela                          |
| Marco Miranda                | Ciro                             |
| César Augusto                | Gaiado                           |
| Hugo Gross                   | Braz Vasconcelos (Brazito)       |
| Alexandre Akerman            | Dirceu Barreto                   |
| Chico Expedito               | Waldemar                         |
| Andréa Richa                 | Cristina (Cris)                  |
| Carlos Gregório              | Dr. Rubens                       |
| Ana Maria Nascimento e Silva | Maria Aparecida de Souza         |
| Tony Vermont                 | Miguel                           |
| Luiz Armando Queiroz         | Francisco                        |

### Participações especiais
| Intérprete             | Personagem                                   |
| ---------------------- | -------------------------------------------- |
| Luis Gustavo           | José Matos Filho (Juca Pirama)               |
| Tássia Camargo         | Marlene Machado da Silva                     |
| Paulo César Pereio     | Sebastião Machado (Tião)                     |
| Walmor Chagas          | Bispo Dom Arlindo Soares de Moura            |
| Thelma Reston          | Aparecida (Cida Capivara)                    |
| Gilberto Martinho      | Fernando Gaspar                              |
| Reynaldo Gonzaga       | Bento Crispim                                |
| Brandão Filho          | Padre Elísio                                 |
| Germano Filho          | Pastor Mendes                                |
| Ibanez Filho           | Manoel Gitano                                |
| Tarcísio Filho         | Otávio (Garotão)                             |
| Breno Bonin            | Dr. Miranda                                  |
| Leonardo José          | Dr. Meirelles                                |
| Jean-Paul Rajzman      | Jacques Etiénne                              |
| Kauê Kajally           | Nivaldo                                      |
| Flávio São Thiago      | Bené                                         |
| Hemílcio Fróes         | Jorge                                        |
| Myrian Pérsia          | Graça                                        |
| Christiana Guinle      | Leda                                         |
| Nancy Galvão           | Vânia                                        |
| Kiki Lavigne           | Marlene                                      |
| Tereza Briggs          | Tereza                                       |
| André Ceccato          | funcionário de Severo                        |
| Fábio Mássimo          | médico que examina Sassá                     |
| Freddy Monteiro        | operador de áudio da Rádio Clube             |
| Jimy Raw               | funcionário da Rádio Clube                   |
| Lila Hamdan            | secretária da Rádio Clube                    |
| Lia Farrel             | vizinha de João e Ângela                     |
| Aguinaldo Rocha        | escrivão da delegacia de Tangará             |
| Gonzaga Blota          | médico da colônia penal agrícola             |
| Mira Palheta           | testemunha da morte de Juca Pirama e Marlene |
| Leonardo Franco        | repórter no debate entre os candidatos       |
| Paulo Figueiredo       | presidente da Câmara de Tangará              |
| Bia Junqueira          | repórter da TV Ouro Verde                    |
| Orion Ximenes          | líder dos capangas de Sassá                  |
| Yan Zeller             | cliente no bar de Cida Capivara              |
| Alciro Cunha           | policial da fronteira entre Brasil e Bolívia |
| Francisco Dantas       | pai de Maria Aparecida                       |
| Silvio Pozatto         | repórter da revista Fala Brasil              |
| Francisco Milani       | apresentador do Mundial Repórter             |
| Guto Sinval            | diretor da TV Mundial                        |
| Dominguinhos           | ele mesmo                                    |
| Glorinha Beuttenmüller | ela mesma                                    |
| Chitãozinho            | ele mesmo                                    |
| Xororó                 | ele mesmo                                    |
| Hortência Marcari      | ela mesma                                    |
| José Victor Oliva      | ele mesmo                                    |
| Pelé                   | ele mesmo                                    |

## Produção
Para construir parte da trama de O Salvador da Pátria, Lauro César Muniz, partindo de sugestão de Daniel Filho, produtor da TV Globo, baseou-se em O Crime do Zé Bigorna, história sua feita para a emissora exibir na faixa de casos especiais em 1974 e que originou o filme homônimo de 1977 dirigido por Anselmo Duarte. O personagem Zé Bigorna gerou Sassá Mutema, protagonista da telenovela; ambos foram interpretados por Lima Duarte.
A novela marcou a volta de José Wilker à Globo após uma mal-sucedida empreitada como Diretor de Dramaturgia da Rede Manchete.
A proposta inicial da sinopse era apresentar Sassá, um boia-fria analfabeto, ocupando a presidência do Brasil. No entanto, a Globo, pressionada por grupos políticos em meio à eleição para presidente em 1989, primeira após duas décadas sob ditadura militar, ordenou através de sua cúpula que a história fosse modificada, com o personagem alcançando a vice-presidência e, depois uma prefeitura. Os campos ideológicos dos dois principais candidatos enxergavam a novela como uma forma de promover um pelo outro — a direita, ligada a Fernando Collor de Mello, acreditava que o protagonista favorecia Luiz Inácio Lula da Silva, de esquerda, enquanto esta o considerava um estereótipo do presidenciável. Assim, Muniz redirecionou a abordagem do folhetim do tema político ao policial, envolvendo uma organização do narcotráfico que ao final seria denunciada por Sassá.
Chegando à reta final da novela, Muniz afastou-se de seus trabalhos por problemas de saúde, encarregando o colaborador Alcides Nogueira, com auxílio de Carlos Lombardi e Ana Maria Moretzsohn, de escrever os últimos capítulos da trama. O desfecho foi deixado para ser definido pelo autor.

## Exibição

### Reprises
Foi reapresentada no Vale a Pena Ver de Novo de 27 de abril a 28 de agosto de 1998 em 87 capítulos, sucedendo Felicidade e antecedendo Quatro por Quatro.
Foi reexibida na íntegra pelo Viva de 12 de abril a 12 de novembro de 2021, sucedendo Sassaricando e antecedendo Amor com Amor Se Paga nas faixas das 14h15 e da 0h30.

### Vinheta de abertura
A abertura de O Salvador da Pátria, desenvolvida pela equipe de Hans Donner, foi idealizada a partir de cinco quadros que retratavam a evolução política de Sassá Mutema. Para isso, foram pintados painéis realistas nos estúdios e projetados elementos de cena sobre eles. Com a música Amarra o Teu Arado a Uma Estrela, de Gilberto Gil, o ator Breno Moroni, caracterizado como Sassá Mutema, caminhava pelos quadros, simulando passar por todas as fases da vida do personagem.

### Outras mídias
Em 6 de dezembro de 2021, foi disponibilizada na íntegra pelo Globoplay, como parte do Projeto Resgate.

## Música

### Nacional
Capa: José Wilker
| N.º | Título                             | Música             | Tema             | Duração |  |
| 1.  | "Amarra o Teu Arado a Uma Estrela" | Gilberto Gil       | Abertura         | 4:16    |  |
| 2.  | "Deus Te Proteja de Mim"           | Wando              | Marina e João    | 2:46    |  |
| 3.  | "O Tempo Não Pára"                 | Simone             | Severo           | 3:23    |  |
| 4.  | "Direto no Olhar"                  | Rosana             | Camila           | 3:25    |  |
| 5.  | "Além da Razão"                    | Beth Carvalho      | Marina           | 3:34    |  |
| 6.  | "Ciranda do Sassá"                 | Cláudio Nucci      | Sassá            | 2:26    |  |
| 7.  | "Febre Tropical"                   | Lucinha Lins       | Ângela           | 2:59    |  |
| 8.  | "Doce Prazer"                      | Walter Montezuma   | Geral            | 2:40    |  |
| 9.  | "Jade"                             | João Bosco         | Clotilde         | 3:41    |  |
| 10. | "Pra Dizer Adeus"                  | Wander Taffo       | Sérgio           | 3:08    |  |
| 11. | "Lua e Flor"                       | Oswaldo Montenegro | Sassá e Clotilde | 3:21    |  |
| 12. | "De Corpo Inteiro"                 | Jane Duboc         | Gilda            | 3:00    |  |
| 13. | "Horizontes"                       | A Cor do Som       | João             | 3:34    |  |
| 14. | "Delicious"                        | Yahoo              | Núcleo jovem     | 2:34    |  |
| 15. | "Bem Que Se Quis"                  | Marisa Monte       | Bárbara          | 3:09    |  |
| 16. | "Tá na Terra"                      | João Caetano       | Boias-frias      | 3:05    |  |

### Internacional
Primeira trilha sonora de novelas da TV Globo lançada em CD pela Som Livre, O Salvador da Pátria Internacional teve 1.463.543 cópias vendidas, sendo a segunda mais adquirida atrás de O Rei do Gado - Volume 1.
Capa: Maitê Proença
| N.º | Título                     | Música              | Tema               | Duração |  |
| 1.  | "Hold Me in Your Arms"     | Rick Astley         | Severo e Bárbara   | 4:33    |  |
| 2.  | "Two Hearts"               | Phil Collins        | Alice              | 3:25    |  |
| 3.  | "One Moment in Time"       | Whitney Houston     | Gilda              | 4:45    |  |
| 4.  | "I'll Be There for You"    | Bon Jovi            | Ângela             | 5:42    |  |
| 5.  | "Girl, You Know It's True" | Milli Vanilli       | Locação            | 4:14    |  |
| 6.  | "Inside a Dream"           | Jane Wiedlin        | Locação: Tangará   | 3:33    |  |
| 7.  | "Closer Wish"              | Sarah & Leon Bishop | Ricardo e Clotilde | 2:40    |  |
| 8.  | "Domino Dancing"           | Pet Shop Boys       | Geral              | 7:41    |  |
| 9.  | "Baby I Love Your Way"     | Will to Power       | Camila             | 4:08    |  |
| 10. | "Lost in Your Eyes"        | Debbie Gibson       | João e Marina      | 3:33    |  |
| 11. | "Dear God"                 | Midge Ure           |                    | 4:57    |  |
| 12. | "Nice and Slow"            | George McCrae       |                    | 3:18    |  |
| 13. | "Just Like the Phoenix"    | Cathy Fischer       |                    | 2:46    |  |
| 14. | "I Believe in You"         | Stryper             | Sassá e Clotilde   | 3:18    |  |

## Recepção

### Audiência
O Salvador da Pátria obteve média geral de 62 pontos de audiência em sua exibição original segundo o IBOPE, ocupando a terceira colocação entre as novelas mais assistidas da história da televisão brasileira atrás de Tieta (65 pontos) e Roque Santeiro (74).
Reprise no Viva
Na reprise transmitida pelo Viva em 2021, a trama tornou-se uma das mais vistas do canal, alavancando os índices tanto da faixa vespertina (14h15) como da madrugada (0h30), sendo líder em audiência na TV paga em ambos os períodos.

### Prêmio
Pela interpretação como Sassá Mutema, Lima Duarte recebeu o Troféu Imprensa de melhor ator de 1989, dividindo-o com José Mayer.